# Palm Harbor Open
Il Palm Harbor è stato un torneo di tennis facente parte del Grand Prix giocato nel 1980 a Palm Harbor negli Stati Uniti su campi in cemento.

## Albo d'oro

### Singolare
| Anno | Vincitore    | Finalista  | Punteggio |
| ---- | ------------ | ---------- | --------- |
| 1980 | Paul McNamee | Stan Smith | 6–4, 6–3  |

### Doppio
| Anno | Vincitori               | Finalisti                 | Punteggio |
| ---- | ----------------------- | ------------------------- | --------- |
| 1980 | Paul Kronk Paul McNamee | Steve Docherty John James | 6–4, 7–5  |